# Any Place I'm Going
Any Place I'm Going — студійний альбом американського блюзового музиканта Отіса Раша, випущений у 1998 році лейблом House of Blues. У 1998 році альбом був удостоєний премії «Греммі».

## Опис
Цей альблом на лейблі House of Blues має більш м'яке звучання і продюсування (спродюсований Рашом і відомим мемфіським продюсером Віллі Мітчеллом), аніж класичні грубіші записи Раша на студії Chess, однак він має багато сильних сторін. Музиканту акомпанує сильна ритм-секція духових, сам Раш має багато простору для своїх гітарних соло, а його голос виразний і емоційний. Оркім своїм власних пісень Раш також перезаписав композиції з репертуару таких класичних виконавців соулу та блюзу як Марвін Гей, Сем Кук, Неппі Браун і Літтл Мілтон.
1999 року альбом був удостоєний премії «Греммі» (в категорії «Найкращий альбом традиційного блюзу». У 1999 році альбом був номінований на W.C. Handy Blues Awards в (категорії «Найкращий альбом сучасного блюзу»).

## Список композицій
1. «You Fired Yourself» (Томас Бінгем, Віллі Мітчелл) — 4:28
2. «Keep on Loving Me Baby» (Отіс Раш) — 6:13
3. «Part Time Love» (Клей Геммонд) — 5:49
4. «I Got the Blues» (Лео Ночентеллі, Міллард Вест) — 4:53
5. «The Right Time» (Лью Герман) — 5:56
6. «Looking Back» (Отіс Раш) — 6:20
7. «Any Place I'm Going (Beats Any Place I've Been)» (Джон Портер, Отіс Раш, Вілл Дженнінгс) — 4:36
8. «Laughin' and Clownin'» (Сем Кук) — 3:59
9. «Pride and Joy» (Норман Вітфілд, Вільям Стівенсон) — 3:53
10. «Have You Ever Had the Blues» (Гарольд Логан, Ллойд Прайс) — 3:15
11. «Walking the Back Streets and Crying» (Сенді Джонс) — 7:00

## Учасники запису
- Отіс Раш — вокал, гітара
- Томас Бінгем — ритм-гітара
- Тоні Раш — соло-гітара (2), ритм-гітара (11)
- Лестер Снелл — фортепіано, орган, клавішні, аранжування
- Лерой Годжес — бас-гітара
- Стів Поттс — ударні, перкусія
- Джеймс Мітчелл — баритон-саксофон
- Джим Спайкс — тенор-саксофон
- Скотт Томпсон — труба
- Джек Гейл, стар. — тромбон
- Бертрам Браун, Машаа — бек-вокал

Технічний персонал
- Віллі Мітчелл, Отіс Раш, Масакі Раш — продюсер
- Вільям Браун — інженер
- Конні Трентайель, Валері Белінг — артдиректор, дизайн
- Том Стріт — фотографія
- Білл Даль — текст